# Nephele peneus
Nephele peneus är en fjärilsart som beskrevs av Walker 1856. Nephele peneus ingår i släktet Nephele och familjen svärmare. Inga underarter finns listade i Catalogue of Life.

## Bildgalleri

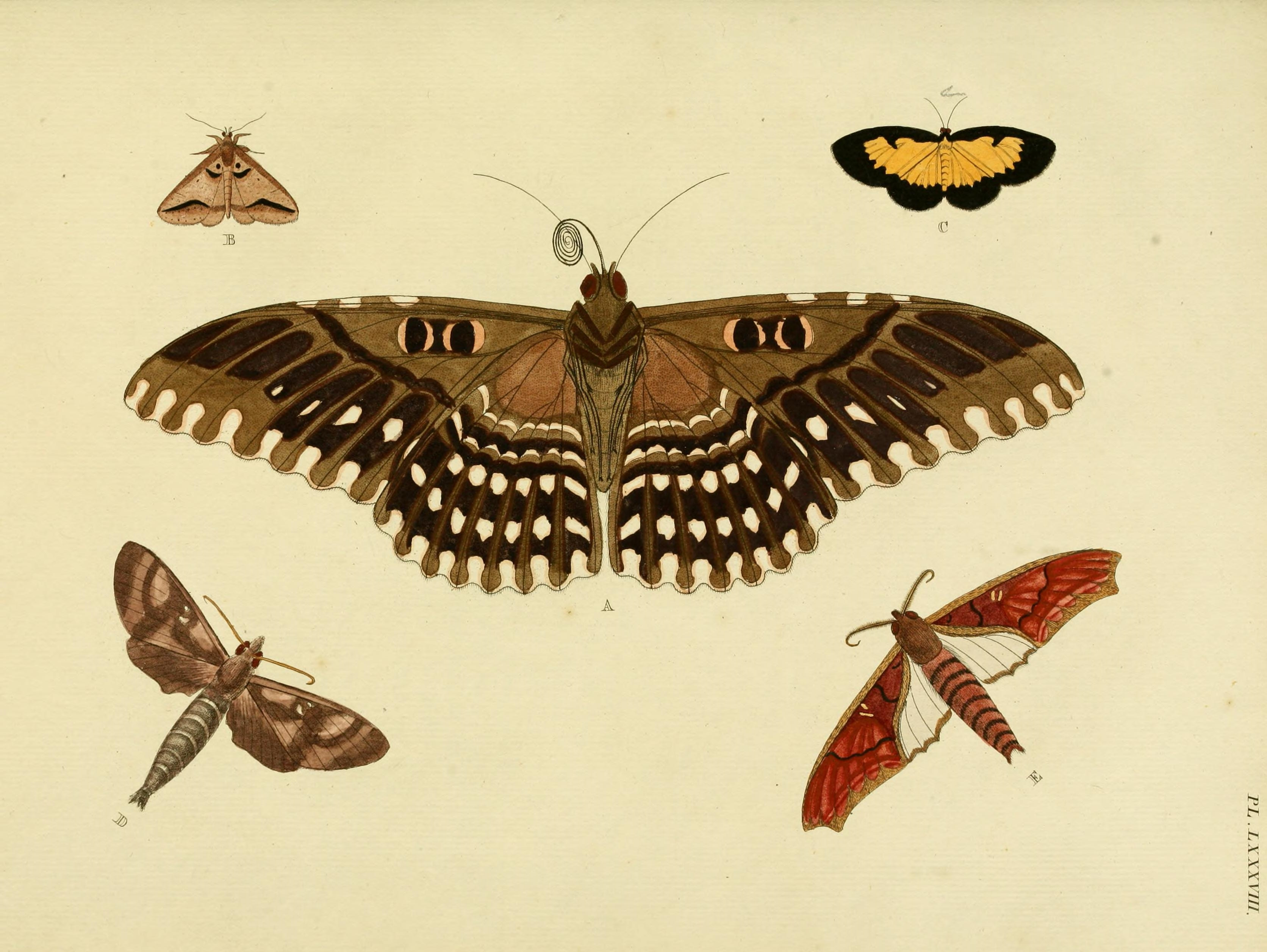
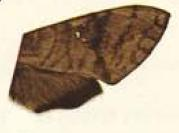